# Gajo Bulat
Gajo Filomen Bulat (ur. 4 stycznia 1836 w Supetarze, zm. 9 czerwca 1900 w Wiedniu) – chorwacki polityk i prawnik, działacz dalmatyński.

## Życiorys
Studiował prawo na Uniwersytecie Padewskim i Uniwersytecie w Grazu. Od 1859 roku pracował jako sekretarz w izbie handlowej w Zadarze. Prawniczą karierę zawodową kontynuował w rodzinnym Supetarze i Splicie.
Był politykiem partii Narodna stranka u Dalmaciji. W 1874 roku objął jej kierownictwo. Z jej ramienia w 1876 roku uzyskał mandat posła do dalmatyńskiego parlamentu. 3 lata później został wybrany do austriackiej Rady Państwa. W latach 1882–1885 był prezydentem Splitu, a w latach 1885–1893 jego burmistrzem. W 1896 roku został przewodniczącym dalmatyńskiego parlamentu. Wniósł wkład w wysiłki o wprowadzenie języka chorwackiego do dalmatyńskich szkół i urzędów.